# Ołeksandr Tarasenko (ur. 1985)
Ołeksandr Serhijowycz Tarasenko, ukr. Олександр Сергійович Тарасенко (ur. 12 lutego 1985 we wsi Jareśky, w obwodzie połtawskim) – ukraiński piłkarz, grający na pozycji pomocnika.

## Kariera piłkarska

### Kariera klubowa
Wychowanek UFK Charków oraz Szkoły Piłkarskiej w Charkowie, barwy których bronił w juniorskich mistrzostwach Ukrainy (DJuFL). Karierę piłkarską rozpoczął 12 kwietnia 2004 w składzie Heliosu Charków. Na początku 1998 został piłkarzem zespołu Olimpija FK AES Jużnoukraińsk. Latem 2012 przeszedł do Naftowyk-Ukrnafty Ochtyrka. Latem 2013 zasilił skład PFK Sumy. Następnego lata opuścił sumski klub. Na początku 2015 wyjechał do Polski, gdzie został piłkarzem klubu Limanovia Limanowa. W sezonie 2015/16 bronił barw Sandecji Nowy Sącz. W lipcu 2016 przeniósł się do trzecioligowego Izolatora Boguchwała. W sierpniu 2017 przeszedł do JKS 1909 Jarosław i był zawodnikiem tego zespołu w rundzie jesiennej sezonu 2017/2018.